# Марк Марий Грацидиан
Марк Марий Грацидиан (на латински: Marcus Marius Gratidianus; † ноември 82 пр.н.е.) римски политик, племенник на Гай Марий и роднина на Цицерон. Той е зет на Катилина, който е женен за сестра му Грациана.

## Биография
Син е на Марк Грацидий от Арпинум. Майка му е сестра на Гай Марий; той е осиновен от неговия брат Марк Марий.
През 87 пр.н.е. той започва военната си кариера като народен трибун при чичо си Марий. Той обвинява в предателство Квинт Лутаций Катул, който се самоубива заради това.
През 85 и 84 пр.н.е. Грацидиан е два пъти претор и издава едикт за проверка на лошокачествените денари и тяхното изтегляне от оборот. Така се радва на голяма обич от народа и божествена почит. Сенека разказва за даването на жертви от напитки и храна пред неговите изображения.
През 83 – 82 пр.н.е. Грацидиан е вероятно пропретор в Сицилия. През ноември 82 пр.н.e. Сула побеждава в битката при Колинийската врата привържениците на Марий и става диктатор. Сула дава заповед на Катилина и той убива зет си Марк Марий Грацидиан на гроба на Катул.